# Црква Светог оца Николаја Мирликијског Чудотворца у Црноштици
Црква Светог оца Николаја Мирликијског Чудотворца у Црноштици, насељеном месту на територији општине Босилеград, православни је храм који припада Епархији врањској Српске православне цркве.
Црква посвећена Светом оцу Николају Мирликијском Чудотворцу саграђена је 1874. године, према ктиторском запису у окулусу изнад трема.
Црква је подигнута на узвишењу између две речице, Црноштице и Дуката, које се на 500 метара одатле уливају једна у другу, као једнобродна грађевина и састоји се од трема, наоса и олтарског простора. Сазидана је од камена и омалтерисана.
Иконостас у цркви датира из године изградње храма и на њему се налази 37 икона, царске двери, као и пет покретних икона. Остаци живописа сачувани су на северном и јужном зиду наоса, уз олтарску преграду. Звоник шестоугаоне основе саграђен је на југозападној страни цркве, у оквиру дворишта. На звону постоји натпис из 1901. године.
Црква је била у доста лошем стању, а у циљу спречавања даљег пропадања, 2000. године урађен је нови кров, трудом Епархије врањске и средствима Владе Републике Србије.